# NGC 5517
NGC 5517 (другие обозначения — UGC 9100, MCG 6-31-79, ZWG 191.63, KUG 1410+359B, PGC 50758) — галактика в созвездии Волопас.
Этот объект входит в число перечисленных в оригинальной редакции «Нового общего каталога».